# Liste des footballeurs internationaux de l'Empire russe
La liste des footballeurs internationaux de l'Empire russe comprend tous les joueurs de football ayant évolué en Équipe de l'Empire russe. Cette sélection rassemble les meilleurs joueurs du pays et dispute son premier match officiel en 1912. Son dernier match a lieu en 1914. Elle dispute au total 8 matchs officiels. L'équipe d'Union soviétique sera son héritière.

## Liste
| Nom                     | Date de naissance | Date de décès     | 1re sélection | Dernière sélection | Sélections | Buts |
| ----------------------- | ----------------- | ----------------- | ------------- | ------------------ | ---------- | ---- |
| Andrey Akimov (en)      | 12 octobre 1890   | 1916              | 1912          | 1913               | 4          | 0    |
| Grigoriy Bogemskiy (en) | 1895              | 1957              | 1913          | 1913               | 1          | 0    |
| Vassili Boutoussov      | 7 février 1892    | 28 septembre 1971 | 1912          | 1913               | 5          | 1    |
| Nikolay Denisov (en)    | 23 avril 1896     | 13 janvier 1945   | 1913          | 1914               | 3          | 0    |
| Ivan Egorov (en)        | 1891              | 1943              | 1913          | 1913               | 1          | 0    |
| Lev Favorskiy (en)      | 1893              | 1969              | 1912          | 1912               | 3          | 0    |
| Aleksandr Filippov (en) | 1892              | 1962              | 1912          | 1914               | 3          | 0    |
| Sergei Filippov (en)    | 2 juillet 1893    | 1942              | 1912          | 1912               | 2          | 0    |
| Nikolay Gromov (en)     | 1892              | 1943              | 1913          | 1913               | 1          | 0    |
| Aleksey Karakosov (en)  | 1890              | 1917              | 1913          | 1913               | 1          | 0    |
| Nikita Khromov (en)     | 19 avril 1892     | 1er octobre 1934  | 1912          | 1913               | 6          | 0    |
| Nikolai Korotkov (en)   | 1893              | 1954              | 1914          | 1914               | 1          | 0    |
| Aleksandr Krotov (en)   | 1895              | 1959              | 1914          | 1914               | 1          | 1    |
| Nikolay Kynin (en)      | 30 mars 1890      | 30 mai 1916       | 1912          | 1912               | 2          | 0    |
| Dmitriy Lagunov (en)    | 3 septembre 1888  | 10 février 1942   | 1913          | 1913               | 1          | 0    |
| Vladimir Lash (en)      | 29 octobre 1895   | 29 janvier 1947   | 1914          | 1914               | 2          | 0    |
| Vladimir Markov (en)    | 20 janvier 1889   | 1942              | 1912          | 1912               | 1          | 0    |
| Aleksandr Martynov      | 1892              | 1956              | 1914          | 1914               | 2          | 0    |
| Dmitriy Matrin (en)     | 1891              | 1958              | 1912          | 1913               | 3          | 0    |
| Vladimir Mishin (en)    | 1888              | 1942              | 1913          | 1913               | 1          | 0    |
| Grigoriy Nikitin (en)   | 1889              | 1917              | 1912          | 1912               | 1          | 0    |
| Aleksandr Petrov (en)   | 1893              | 1942              | 1914          | 1914               | 1          | 0    |
| Boris Popovich (en)     | 1896              | 1943              | 1914          | 1914               | 1          | 0    |
| Fyodor Rimsha (en)      | 1891              | 1942              | 1912          | 1912               | 3          | 0    |
| Mikhail Romanov (en)    | 1895              | 1961              | 1914          | 1914               | 2          | 0    |
| Sergei Romanov (en)     | 14 janvier 1897   | 20 août 1970      | 1913          | 1914               | 3          | 0    |
| Leonid Smirnov (en)     | 1889              | 1980              | 1912          | 1912               | 2          | 0    |
| Mikhail Smirnov (en)    | 1892              | 1957              | 1912          | 1912               | 3          | 0    |
| Pyotr Sokolov (en)      | 28 décembre 1890  | 11 mai 1971       | 1912          | 1912               | 4          | 0    |
| Pyotr Sorokin (en)      | 1889              | 1942              | 1912          | 1912               | 1          | 0    |
| Andrey Suvorov (en)     | 22 octobre 1888   | 1917              | 1912          | 1912               | 1          | 0    |
| Valentin Sysoev (en)    | 1887              | 1971              | 1913          | 1913               | 1          | 1    |
| Aleksei Troitsky (en)   | 1894              | 1958              | 1914          | 1914               | 2          | 0    |
| Arkadiy Tyapkin (en)    | 1895              | 1942              | 1914          | 1914               | 1          | 0    |
| Aleksei Uversky (en)    | 14 février 1886   | 1942              | 1912          | 1912               | 2          | 0    |
| Ivan Vorontsov (en)     | 1890              | 1917              | 1913          | 1914               | 3          | 0    |
| Mikhail Yakovlev (en)   | 12 juillet 1893   | 1942              | 1912          | 1913               | 3          | 0    |
| Vasily Zhitarev (en)    | 13 janvier 1891   | 13 avril 1961     | 1912          | 1914               | 8          | 4    |
| Leonid Zolkin (en)      | 1892              | 1958              | 1913          | 1913               | 1          | 0    |
| Pavel Zolkin (en)       | 1894              | 1962              | 1913          | 1913               | 1          | 0    |